# Capitão Planeta
Capitão Planeta (no original em inglês Captain Planet And The Planeteers) é um super-herói estadunidense-canadense criado no começo da década de 1990 pelo empresário americano Ted Turner como uma forma de alerta e interação para com seus telespectadores, que em sua maioria são crianças e adolescentes.
No Brasil, a animação estreou nas férias de julho de 1991 via Xou da Xuxa da Rede Globo, onde também foi exibido na emissora pelos programas TV Colosso, Angel Mix e Festival de Desenhos. Também já foi exibido nos canais pagos Cartoon Network, Boomerang, Tooncast e Canal Futura.

## Personagens

### Heróis
Estes são os que fazem o bem, ou seja, contribuem para o equilíbrio do meio ambiente.
- Capitão Planeta (Captain Planet): o super-herói da série, o Capitão Planeta surge após a combinação dos poderes dos cinco Protetores - terra, fogo, vento, água e coração - com sua frase introdutória "Pela união de seus poderes, eu sou o Capitão Planeta!". Ele obtém forças a partir dos elementos naturais e enfraquece ao ser exposto a poluentes de qualquer tipo. Sua aparência física - cabelos verdes, emblema do globo terrestre dourado no peito, botas e luvas vermelhas, olhos azuis e pele cristalina - é um amálgama consistente dos elementos componentes da natureza do mundo. Ele tem consciência de que não pode resolver os problemas ecológicos eternamente. Ele sempre faz questão de dizer que todos devem fazer sua parte aceitando suas responsabilidades em relação ao futuro da Terra, por essa razão ele sempre encerra sua participação em cada episódio com sua frase-lema "O poder é de vocês!", lembrando que as pessoas têm o poder e a atitude para mudar o mundo.
Poder: Todos os poderes relativos à natureza.
Representa: A Terra.
- Gaia: Gaia, o espírito da Terra segundo a mitologia grega, é a protetora do planeta. Foi ela quem levou os 5 Protetores para sua casa na Ilha da Esperança, único lugar que ela se consegue materializar na sua forma humana, para que pudessem ajudá-la em sua luta para salvar a Terra. Gaia usa um vestido lilás longo e esvoaçante com sandálias prateadas. Enquanto cada um dos Protetores representa uma cultura específica, Gaia é uma mistura de todas: sua pele morena, cabelos lisos pretos e olhos azuis evidenciam que ela é uma miscigenação das quatro grandes etnias ("vermelha" dos indígenas da América e Oceania , "negra" da África, "branca" da Europa e "amarela" da Ásia) que compõem a humanidade.
Poder: interação telepática e empatia espiritual para com as pessoas, principalmente as de coração puro.
Representa: toda a espécie humana.
- Kwame: oriundo de Gana, o africano Kwame é o preservador do grupo. Ele viu florestas se transformarem em desertos e a vida selvagem desaparecer. Ele faz de tudo com seus poderes para salvar espécies em extinção pelo mundo. Kwane oferece uma grande convicção e firmeza para os outros Protetores. Apesar de ser o mais quieto, em vários momentos assume a liderança do grupo. Costuma ter decisões sérias, mas conta com um senso de humor apurado e mantém sempre uma linha de raciocínio definida.
Poder: Seu elemento é a Terra. Ele pode criar pequenos terremotos, mover rochas para abrir fendas no chão, criar pequenas ilhas no meio do oceano movimentando a terra e mudar a terra para um estado mais sólido (como rocha) ou "liquefeito" (como lama).
Representa: A esperança de um mundo melhor.
- James Wheeler: normalmente referido apenas por Wheeler, é um jovem impulsivo de cabelos ruivos nascido no Brooklyn, zona periférica de Nova Iorque, nos Estados Unidos, sempre bem-humorado e muitas vezes atrapalhado. Adora fazer piadas dos outros Protetores e enfrenta os vilões sem medo. Normalmente, ele é o que tem menor conhecimento quando o assunto é ecologia, muitas vezes não entende algumas situações. Está quase sempre flertando com Linka, que corresponde algumas vezes, apesar de quase sempre o achar muito imaturo em suas atitudes. Diferente dos outros Protetores, que trajam bermudas, Wheeler veste calças jeans compridas.
Poder: Wheeler tem o poder do Fogo, podendo usar seu anel para criar algumas pequenas chamas, esquentar objetos metálicos e iluminar locais escuros.
Representa: A convivência humana com as grandes metrópoles.
- Linka: a menina cerebral do grupo, de cabelos loiros. Sua nacionalidade é tida como sendo originária da União Soviética, apesar da série ser exibida já com a desintegração dos vários países que a formavam. Ela é analítica, com grande conhecimento em computadores e componentes eletrônicos em geral. Com temperamento muitas vezes explosivo, é a que normalmente usa a lógica nas situações. Quase sempre despista os avanços de Wheeler, apesar de sentir ciúmes do americano em várias oportunidades. Linka muitas vezes encara a situação humana à frente da ecológica, tomando as decisões mais frias do grupo.
Poder: Seu elemento é o Vento. Ela pode mudar a direção da corrente de ar, além de provocar pequenos tornados.
Representa: O uso ético e responsável da ciência e tecnologia em favor do mundo.
- Gi (às vezes tem seu nome grafado como Gee): de origem asiática (Tailândia), mistura um estilo refinado com alta tecnologia. Estudante de biologia marinha em geral, é especialista em espécies de seres vivos e ecossistemas do fundo do mar. Sendo a mais atlética do grupo, adora surfar. Seu animal favorito é o golfinho. Tem facilidade de lidar com as pessoas e é fã de rock 'n roll.
Poder: O elemento não poderia ser outro se não a Água. Ela pode controlar pequenas quantidades líquidas, criar ondas, redemoinhos ou mesmo dar formas à água.
Representa: A empatia para com os animais e ecossistemas.
- Ma-Ti: o sul-americano do grupo é também o mais jovem. Apesar de não revelado oficialmente durante a série, sua nacionalidade provavelmente é brasileira, já que ele faz parte de uma tribo dos índios caiapós. Possui vasto conhecimento no ecossistema de florestas tropicais, principalmente plantas exóticas. É amigo dos animais e possui como mascote um macaco-prego chamado Suchi. É o mais sentimental do grupo e o que recebe maior atenção de Gaia.
Poder: Possuindo o poder mais abstrato do grupo, o Coração, Ma-Ti pode se comunicar com animais através de telepatia. Apesar de raramente usar contra humanos, ele também pode fazer uma pessoa ser mais "bondosa" através de seu anel.
Representa: A sabedoria dos povos e culturas humanas.

### Vilões
Estes são os que fazem o mal, ou seja, espalham poluição e destruição pelo mundo, portanto sendo inimigos diretos do Capitão Planeta e os Protetores.
- Zarm: o principal inimigo de Gaia e do Capitão Planeta. Ele é, assim como Gaia, um espírito planetário, porém destruidor e maligno - em contraste com Gaia, Zarm pode se manifestar fisicamente aonde bem quiser. Ele devastou inúmeros mundos pelo universo afora e tentou fazer o mesmo com a Terra, onde acabou derrotado e expulso por Gaia. Com sua maldade e escuridão ele tenta de tudo para consumar o lado mau da espécie humana a fim de que esta destrua a si mesma e seu próprio mundo. Normalmente aparece disfarçado para enganar as pessoas ao seu redor, mas também se caracteriza em sua real aparência, tendo um porte muscular com longos cabelos negros e um tipo de armadura imperial que lhe confere uma pose majestosa. Sua corrupção e sede de poder não possuem limites. No episódio 15, "O Conquistador", Zarm tenta corromper os Protetores para que abandonassem os anéis dados por Gaia e lhes ofereceu as Luvas do Poder, muito mais poderosas. Ma-Ti foi o único que desconfiou e recusou a oferta, o que salvou a vida de Gaia. 
Representa: guerras, caos e a escuridão interior dos seres vivos.
- Porco Greedly (Hoggish Greedly): este vilão ganancioso (isso se evidencia pelo seu nome) causa muito sofrimento à Terra. Ele possui todas as maneiras asquerosas de um autêntico suíno (completo com modo de vida, hábitos e até os grunhidos) e adora devorar recursos preciosos (em mais ênfase não-renováveis como petróleo e minerais). Veste-se na maioria das vezes com uma roupa "operacional" muito larga e ensebada com gravata azul e botas grossas. Seu capanga-mor é Rigger, um homem magro de aspecto nojento, queixo e dentes proeminentes que veste roupas de punk, boné de baseball, calças de suspensórios e botas estreitas.
Representa: o perigo da industrialização gananciosa e sem controle.
- Drª. Barbara "Babs" Blight: cientista cruel que se empenha em criar novas toxinas, monstruosidades biológicas, espalhar a poluição e outras que envolvam seu intelecto, visando a destruição pelo simples prazer da destruição e tudo isso lhê dá o nome "Blight" ("podre" em inglês). Por falar em intelecto, Blight possui como ajudante o supercomputador chamado M.A.L., cuja inteligência artificial é puramente voltada para o mal. Ela veste um tipo de "jumpsuit" cor-de-rosa justo ao corpo, botas finas e um cinto de utilitários, além de um pequeno topete desbotado que lhe cai sobre um dos olhos para esconder tal parte do rosto desfigurada por queimaduras de ácido em experiências anteriores.
Representa: o uso mau e sem ética da ciência e tecnologia.
- Looten "Saqueador" Plunder: ele adora dinheiro mais que tudo. Sempre vestindo elegantes ternos geralmente feitos de pelagem animal e com cabelos presos em rabo-de-cavalo, este obscuro magnata se utiliza de fazer o mal de forma mais ampla aos seres vivos em sua viciante busca financeira: seja ameaçando animais e vegetais até mesmo contratar serviços mercenários para eliminar todos, de pessoas a governos, que ousem cruzar seu caminho. Ele vive em fortalezas móveis de alta tecnologia que devastam tudo o que existir pela frente. Seu mercenário assecla Argos Bleak adora executar qualquer serviço sujo para seu chefe - e para ser bem pago também. Numa curiosidade, o nome "Looten Plunder" traduz-se em português como "pilhagem e roubo".
Representa: o capitalismo desenfreado.
  - Argos Bleak - Principal capanga e líder do exército particular de Looten Plunder. No episódio "The Predator", ele aparece sozinho, tentando enganar a população de Florida Keys afirmando ser o Tubarão-Elefante um animal mortífero para humanos. Barbara Plye e Nick Boxer, co-produtores da série, confirmaram que Bleak é fruto de uma miscigenação, sendo filho de um pai sul-africano com uma mãe australiana e tendo sido educado na Inglaterra, levando ao desenvolvimento do seu sotaque.
- Dr. Duke Nukem: um homem "revestido" com pedras radioativas douradas. Aliás, radiação é o que ele mais gosta. Ele está sempre em busca deste tipo de material não só para consumir e ficar mais forte mas também para contaminar a Terra com sua radiação. Ele se veste com roupas de turista havaiano e gosta principalmente de "banhos" de radiação. Seu capanga Roupa-de-Chumbo (Plumb Suit) é normalmente um covarde que se assusta com o poder de seu chefe.
Representa: os perigos da energia nuclear.
- Verminoso Escória (Verminous Scum): vilão que personifica a falta de saneamento público e crescimento urbano mal planejado. Ele é literalmente um rato humanóide, que vive nos imundos esgotos subterrâneos das grandes cidades. Ele gosta de poluir utilizando principalmente materiais de esgotos e não pensará duas vezes em lançar hordas de ratos, lixo e produtos químicos nocivos para fora de seus domínios. Veste roupas velhas e acabadas, compostas de um traje roxo imundo com capuz vermelho. Não possui um capanga secundário fixo exceto os humanos transformados em ratos humanoides sob seu controle.
Representa: os problemas gerados pela falta de saneamento público e expansão urbana e criminal sem limite.
- Matreiro, Lodo audacioso ou Celsujeira (Sly Sludge): como seu nome sugere, ele possui uma astúcia enorme para fazer mal ao mundo. Ele lida principalmente com lixo e produtos tóxicos, fingindo tratar dos mesmos com seriedade mas na realidade costuma despejar toda a sujeira em rios, lagos, florestas e outros ambientes naturais; não havendo onde se desfazer do lixo, ele o queima a céu-aberto sem se importar com o risco de ele se transformar em chuva ácida. De forma similar ao Porco Greedly, Matreiro visa entrar e sair de cena sem ser focado pelas autoridades locais e menos ainda pelos Protetores. Veste-se usualmente com um tipo de uniforme de operário, com cabelos alongados para trás e uma barriga enorme. Seu parceiro Sujão (Ooze) não passa de um trapalhão chorão e incompetente.
Representa: o descaso e a indiferença quanto ao lixo urbano.
- Capitão Poluição (Captain Pollution): este "doppelgänger corrupto" é um tipo de contraparte poluída do Capitão Planeta, combinando os poderes poluentes dos anéis malignos criados por Blight para ela mesma, Dr. Duke Nukem, Matreiro, Verminoso Escória e Looten Plunder - ele tem sua própria frase introdutória "Pela união de seus poderes poluidores, eu sou o Capitão Poluição!", contrária ao Capitão Planeta. Tais anéis - Super-Radiação (contraparte do Fogo, portado por Duke Nukem), Desmatamento (contraparte da Terra, portado por Looten Plunder), Fumaça (contraparte do Vento, portado por Matreiro), Tóxicos (contraparte da Água, portado por Verminoso Escória) e Ódio (contraparte do Coração, portado pela Dra. Blight), respectivamente - são contrapartes malignas dos anéis dos Protetores (que Blight roubou e a partir deles criou as cópias). Em uma inversão plena ao herói, o Capitão Poluição se fortalece com poluidores tóxicos e enfraquece com os elementos puros do planeta. Como o Planeta, ele também tem sua frase-tema, mas invertida: "O poder da poluição é de vocês!"
Representa: a destruição global.
- Carecão (Baldman Richard): uma vez defensor do meio ambiente, tornou-se vilão após andar de SUV e agora usa seu super centro computacional para gastar toda a energia elétrica da cidade enquanto executa tarefas que poderiam ser feitas sem carbon footprint.
- Representa: protetores do meio ambiente que ficam só na lábia.

## Adaptação para o cinema
Desde os anos 90 foi cogitada uma adaptação live action do desenho para os cinemas, algo que nunca saiu do papel.
Em 2013 o site americano The Hollywood Reporter relatou que a Sony estaria finalizando uma negociação para obter os direitos da série, que seria produzido por Mark Gordon (produtor de O Patriota), Don Murphy e Susan Montford (produtores de Gigantes de Aço).
Em outubro de 2016 foi anunciada uma parceria entre o ator Leonardo DiCaprio e a Paramount Pictures para produzir um filme baseado no desenho.

## Outras aparições
O Capitão planeta fez uma participação especial em um episódio de OK K.O.